# Wydział I Kompozycji, Dyrygentury, Teorii Muzyki i Muzykoterapii Akademii Muzycznej im. Karola Lipińskiego we Wrocławiu
Wydział I Kompozycji, Dyrygentury, Teorii Muzyki i Muzykoterapii Akademii Muzycznej im. Karola Lipińskiego we Wrocławiu – jeden z pięciu wydziałów Akademii Muzycznej im. Karola Lipińskiego we Wrocławiu. Jego siedziba znajduje się przy placu Jana Pawła II nr 2 we Wrocławiu.

## Historia
Powstał, wraz z Wydziałem Instrumentalnym, w roku 1950 jako Wydział Teorii i Dyrygentury. Po roku dołączono do jego składu także zakres kompozycji, przez co zmienił nazwę na Wydział Teorii, Dyrygentury i Kompozycji. Status ten trwał do roku 1972, kiedy włączono w jego skład Zakład Muzykoterapii Ogólnej i Stosowanej. 
W roku 2017 wydział został wyróżniony kategorię naukową A+ w zakresie kompleksowej oceny działalności naukowej i badawczo-rozwojowej - najwyżej spośród wszystkich wydziałów muzycznych w Polsce.

## Struktura
- Instytut Kompozycji (dyrektor - dr hab. Adam Porębski)
  - Katedra Nowych Mediów ze Studiem Kompozycji Komputerowej (kierownik - prof. dr hab. Cezary Duchnowski)
  - Zakład Kształcenia Słuchu i Wyobraźni Muzycznej (kierownik - dr hab. Michał Moc)
  - Zakład Muzyki Teatralnej i  Filmowej (kierownik - dr hab. Sebastian Ładyżyński)
- Katedra Teorii Muzyki i Historii Śląskiej Kultury Muzycznej (kierownik – prof. dr. hab. Anna Granat-Janki)
- Instytut Dyrygentury (dyrektor - prof. dr hab. Marek Pijarowski)
  - Katedra Dyrygentury Symfonicznej i Operowej (kierownik - prof. dr hab. Marek Pijarowski)
  - Katedra Dyrygentury Chóralnej (kierownik - prof. dr hab. Jolanta Szybalska-Matczak)
- Zakład Muzykoterapii (p. o. kierownika - dr Katarzyna Turek)[4]

## Kierunki studiów
- kompozycja i teoria muzyki:
  - kompozycja,
  - teoria muzyki,
  - muzykoterapia;
- dyrygentura[5];

## Władze
- Dziekan: prof. dr hab. Alan Urbanek
- Prodziekan: mgr Aleksandra Ferenc[6]